# Jane C. Ginsburg
Jane C. Ginsburg   (Freeport, 21 de juliol de 1955) és una advocada estatunidenca. És professora Morton L. Janklow de dret de propietat literària i artísica a Columbia Law School. També dirigeix el Centre de Dret, Mitjans i Arts Kernochan de la facultat de dret. El 2011 va ser elegida membre de l'Acadèmia Britànica.
Com a experta en drets d'autor, ha escrit nombroses tractats i articles en revistes de drets. Va rebre un grau i màster de la Universitat de Chicago i un Juris Doctor de Harvard Law School, un DEA amb una beca Fulbright (1985) i un doctorat en dret (1995) de la Universitat Panthéon-Assas. A Harvard va ser editora de Harvard Law Review. Després d'estudiar dret va fer d'assistent judicial del jutge John Gibbons del Tribunal d'Apel·lacions pel tercer circuit dels Estats Units.
És filla de la jutgessa del Tribunal Suprem dels Estats Units Ruth Bader Ginsburg i del professor de dret Martin Ginsburg, que formaren part del professorat de Columbia Law School. Amb la seva mare, són la primera pare mare–filla en formar part del professorat de la mateixa facultat de dret dels Estats Units. El seu germà, James Steven Ginsburg, és el fundador de Cedille Records.
El 1981 es va casar amb George T. Spera Jr. de Mays Landing (Nova Jersey). El seu marit treballa al bufet Shearman & Sterling i tenen dos fills. El seu fill, Paul Spera, és un actor que es va graduar de Yale el 2008 amb un doble grau en francès i estudis teatrals. La seva filla, Clara Spera, es va graduar de Harvard Law School el 2017. Es va casar amb l'actor escocès Rory Boyd; la parella es va conèixer a la Universitat de Cambridge i viu a Nova York.
A la pel·lícula On the Basis of Sex (2018), una biografia de la seva mare Ruth, la seva versió adolescent l'interpreta Cailee Spaeny.